# San Michele all'Adige
San Michele all'Adige és un municipi italià, dins de la província de Trento. L'any 2007 tenia 2.622 habitants. Limita amb els municipis de Faedo, Giovo, Lavis, Mezzocorona, Mezzolombardo i Nave San Rocco.

## Administració
| Període | Identitat   | Partit        |
| ------- | ----------- | ------------- |
| 2008-   | Guido Moser | Llista cívica |